# Belgische kampioenschappen atletiek 1997
In 1997 werden de Belgische kampioenschappen atletiek Alle Categorieën gehouden op 5 en 6 juli in het Koning Boudewijnstadion in Brussel.
De nationale kampioenschappen 10.000 m voor mannen en vrouwen werden in de voorafgaande maand op 14 juni verwerkt in Sint-Lambrechts-Woluwe.

## Uitslagen

### 100 m
| rang   | atleet             | prestatie (-0,9 m/s) |
| ------ | ------------------ | -------------------- |
| Goud   | Patrick Stevens    | 10,33 s              |
| Zilver | Gaetan Bernard     | 10,64 s              |
| Brons  | Bongelo Bongelemba | 10,67 s              |

| rang   | atlete            | prestatie (+1,3 m/s) |
| ------ | ----------------- | -------------------- |
| Goud   | Nancy Callaerts   | 11,76 s              |
| Zilver | Kim Gevaert       | 11,76 s              |
| Brons  | Katleen De Caluwé | 11,80 s              |

### 200 m
| rang   | atleet           | prestatie (+0,9 m/s) |
| ------ | ---------------- | -------------------- |
| Goud   | Erik Wijmeersch  | 20,74 s              |
| Zilver | Gaetan Bernard   | 21,24 s              |
| Brons  | Hans Van Buynder | 21,50 s              |

| rang   | atlete            | prestatie (+1,1 m/s) |
| ------ | ----------------- | -------------------- |
| Goud   | Kim Gevaert       | 23,84 s              |
| Zilver | Katleen De Caluwé | 23,96 s              |
| Brons  | Ellen De Meyere   | 24,16 s              |

### 400 m
| rang   | atleet           | prestatie |
| ------ | ---------------- | --------- |
| Goud   | Olivier Melchior | 47,11 s   |
| Zilver | Frédéric Masson  | 47,53 s   |
| Brons  | Bjorn Verbeke    | 47,83 s   |

| rang   | atlete           | prestatie |
| ------ | ---------------- | --------- |
| Goud   | Katrien Maenhout | 53,32 s   |
| Zilver | Sarah Reynaert   | 55,11 s   |
| Brons  | Sabine Bancu     | 56,82 s   |

### 800 m
| rang   | atleet             | prestatie |
| ------ | ------------------ | --------- |
| Goud   | Ben Quintelier     | 1.50,26   |
| Zilver | Tim Rogge          | 1.50,63   |
| Brons  | Francis Carpentier | 1.50,70   |

| rang   | atlete          | prestatie |
| ------ | --------------- | --------- |
| Goud   | Anneke Matthys  | 2.09,61   |
| Zilver | Ludivine Michel | 2.09,68   |
| Brons  | Katrin Truyers  | 2.12,11   |

### 1500 m
| rang   | atleet              | prestatie |
| ------ | ------------------- | --------- |
| Goud   | Christophe Impens   | 3.43,47   |
| Zilver | Luc Bernaert        | 3.45,39   |
| Brons  | Wout Van den Broeck | 3.47,07   |

| rang   | atlete             | prestatie |
| ------ | ------------------ | --------- |
| Goud   | Anja Smolders      | 4.12,89   |
| Zilver | Veerle Dejaeghere  | 4.17,31   |
| Brons  | Isabelle Sluysmans | 4.19,90   |

### 5000 m
| rang   | atleet         | prestatie |
| ------ | -------------- | --------- |
| Goud   | Gino Van Geyte | 14.08,99  |
| Zilver | Eric Bouffioux | 14.09,17  |
| Brons  | Guy Fays       | 14.10,64  |

| rang   | atlete              | prestatie |
| ------ | ------------------- | --------- |
| Goud   | Anne-Marie Danneels | 15.46,11  |
| Zilver | Mounia Aboulahcen   | 16.01,29  |
| Brons  | Nathalie Deroubaix  | 16.23,48  |

### 10.000 m[1]
| rang   | atleet         | prestatie |
| ------ | -------------- | --------- |
| Goud   | Gino Van Geyte | 29.10,19  |
| Zilver | Guy Fays       | 29.11,26  |
| Brons  | Koen Van Rie   | 29.12,95  |

| rang   | atlete              | prestatie |
| ------ | ------------------- | --------- |
| Goud   | Marleen Renders     | 32.29,37  |
| Zilver | Anne-Marie Danneels | 33.08,50  |
| Brons  | Sonja Deckers       | 34.07,86  |

### 110 m horden/100 m horden
| rang   | atleet           | prestatie (-0,4 m/s) |
| ------ | ---------------- | -------------------- |
| Goud   | Jonathan N'Senga | 13,50 s              |
| Zilver | Sven Pieters     | 13,58 s              |
| Brons  | Hubert Grossard  | 13,81 s              |

| rang   | atlete              | prestatie (+1,4 m/s) |
| ------ | ------------------- | -------------------- |
| Goud   | Myriam Tschomba     | 13,39 s              |
| Zilver | Maryline Troonen    | 13,56 s              |
| Brons  | Annelies De Meester | 13,61 s              |

### 400 m horden
| rang   | atleet            | prestatie |
| ------ | ----------------- | --------- |
| Goud   | Jean-Paul Bruwier | 50,05 s   |
| Zilver | Filip Faems       | 51,55 s   |
| Brons  | Kjell Provost     | 51,59 s   |

| rang   | atlete          | prestatie |
| ------ | --------------- | --------- |
| Goud   | Melanie Moreels | 58,38 s   |
| Zilver | Joke Mortier    | 59,81 s   |
| Brons  | Elke Bogemans   | 60,49 s   |

### 3000 m steeple
| rang   | atleet          | prestatie |
| ------ | --------------- | --------- |
| Goud   | Maarten Vergote | 8.56,69   |
| Zilver | Olivier Fumiere | 8.58,10   |
| Brons  | Kris Sabbe      | 8.58,57   |

### Verspringen
| rang   | atleet        | prestatie |
| ------ | ------------- | --------- |
| Goud   | Erik Nys      | 7,74 m    |
| Zilver | Hugues Branle | 7,41 m    |
| Brons  | David Branle  | 7,30 m    |

| rang   | atlete              | prestatie |
| ------ | ------------------- | --------- |
| Goud   | Annelies De Meester | 6,35 m    |
| Zilver | Sandrine Hennart    | 6,24 m    |
| Brons  | Élodie Ouédraogo    | 6,07 m    |

### Hink-stap-springen
| rang   | atleet             | prestatie |
| ------ | ------------------ | --------- |
| Goud   | Kedjeloba Mambo    | 15,15 m   |
| Zilver | Kurt Van Wynsberge | 14,54 m   |
| Brons  | Hans Verstraelen   | 14,46 m   |

| rang   | atlete              | prestatie |
| ------ | ------------------- | --------- |
| Goud   | Sandra Swennen      | 12,46 m   |
| Zilver | Jenny Jacobs        | 12,18 m   |
| Brons  | Kathleen Vriesacker | 12,11 m   |

### Hoogspringen
| rang   | atleet          | prestatie |
| ------ | --------------- | --------- |
| Goud   | Carl Van Roeyen | 2,10 m    |
| Zilver | Alan De Naeyer  | 2,00 m    |
| Brons  | Eric Hansenne   | 2,00 m    |

| rang   | atlete           | prestatie |
| ------ | ---------------- | --------- |
| Goud   | Sabrina De Leeuw | 1,77 m    |
| Zilver | Tia Hellebaut    | 1,74 m    |
| Brons  | May Verheyen     | 1,74 m    |

### Polsstokhoogspringen
| rang   | atleet        | prestatie |
| ------ | ------------- | --------- |
| Goud   | Peter Moreels | 5,10 m    |
| Zilver | Thibaut Duval | 5,00 m    |
| Brons  | Wim Piers     | 4,80 m    |

| rang   | atlete                 | prestatie |
| ------ | ---------------------- | --------- |
| Goud   | Sophie Zubiolo         | 3,80 m    |
| Zilver | Sandrine Clinckemaille | 3,45 m    |
| Brons  | Irina Dufour           | 3,40 m    |

### Kogelstoten
| rang   | atleet           | prestatie |
| ------ | ---------------- | --------- |
| Goud   | Wim Blondeel     | 16,71 m   |
| Zilver | Philippe Swennen | 15,87 m   |
| Brons  | Stephan Ulrich   | 15,58 m   |

| rang   | atlete              | prestatie |
| ------ | ------------------- | --------- |
| Goud   | Greet Meulemeester  | 15,92 m   |
| Zilver | Veerle Blondeel     | 14,23 m   |
| Brons  | Marie-Paule Geldhof | 13,49 m   |

### Discuswerpen
| rang   | atleet         | prestatie |
| ------ | -------------- | --------- |
| Goud   | Jo Van Daele   | 59,06 m   |
| Zilver | Wim Blondeel   | 53,58 m   |
| Brons  | Filip Peetrain | 52,48 m   |

| rang   | atlete              | prestatie |
| ------ | ------------------- | --------- |
| Goud   | Veerle Blondeel     | 54,36 m   |
| Zilver | Marie-Paule Geldhof | 52,70 m   |
| Brons  | Ingrid Engelen      | 47,18 m   |

### Speerwerpen
| rang   | atleet             | prestatie |
| ------ | ------------------ | --------- |
| Goud   | Johan Kloeck       | 74,04 m   |
| Zilver | Marc Van Mensel    | 69,54 m   |
| Brons  | Dirk Van der Avert | 63,62 m   |

| rang   | atlete              | prestatie |
| ------ | ------------------- | --------- |
| Goud   | Cindy Stas          | 45,56 m   |
| Zilver | Veronique D’Halluin | 42,28 m   |
| Brons  | Kim Hendrickx       | 41,74 m   |

### Hamerslingeren
| rang   | atleet             | prestatie |
| ------ | ------------------ | --------- |
| Goud   | Alex Malachenko    | 63,64 m   |
| Zilver | Walter De Wyngaert | 61,24 m   |
| Brons  | Jelle Degraeuwe    | 60,86 m   |

| rang   | atlete             | prestatie |
| ------ | ------------------ | --------- |
| Goud   | Jennifer Petit     | 49,36 m   |
| Zilver | Laurence Reckelbus | 48,92 m   |
| Brons  | Natacha Doumbadze  | 46,30 m   |

1889 · 
1890 · 
1891 · 
1892 · 
1893 · 
1894 · 
1895 · 
1896 · 
1897 · 
1898 · 
1899 · 
1900 · 
1901 · 
1902 · 
1903 · 
1904 · 
1905 · 
1906 ·
1907 ·
1908 · 
1909 · 
1910 · 
1911 · 
1912 · 
1913 · 
1914 · 
1919 · 
1920 · 
1921 · 
1922 · 
1923 · 
1924 · 
1925 · 
1926 · 
1927 · 
1928 · 
1929 · 
1930 · 
1931 · 
1932 · 
1933 · 
1934 · 
1935 · 
1936 · 
1937 · 
1938 · 
1939 · 
1940 · 
1941 · 
1942 · 
1943 · 
1944 · 
1945 · 
1946 · 
1947 · 
1948 · 
1949 · 
1950 · 
1951 · 
1952 · 
1953 · 
1954 · 
1955 · 
1956 · 
1957 · 
1958 · 
1959 · 
1960 · 
1961 · 
1962 · 
1963 · 
1964 · 
1965 · 
1966 · 
1967 · 
1968 · 
1969 · 
1970 · 
1971 · 
1972 · 
1973 · 
1974 · 
1975 · 
1976 · 
1977 · 
1978 · 
1979 · 
1980 · 
1981 · 
1982 · 
1983 · 
1984 · 
1985 · 
1986 · 
1987 · 
1988 · 
1989 · 
1990 · 
1991 · 
1992 · 
1993 · 
1994 ·
1995 · 
1996 · 
1997 · 
1998 · 
1999 · 
2000 · 
2001 · 
2002 · 
2003 · 
2004 · 
2005 · 
2006 · 
2007 · 
2008 · 
2009 · 
2010 · 
2011 · 
2012 · 
2013 · 
2014 · 
2015 · 
2016 · 
2017 · 
2018 · 
2019 · 
2020 · 
2021 · 
2022 · 
2023 · 
2024